# Love Hina
Love Hina är en humoristisk mangaserie skriven av författaren Ken Akamatsu runt år 1998, och kretsar kring studenten Keitaro Urashimas liv på flickpensionatet Hinata, och hans strävan att komma in på Tokyos universitet. Mangan brukar hänföras till genren ecchi. Love Hina brukar betecknas som en ”haremmanga” då serien kretsar kring en huvudperson omgiven av en mängd karaktärer av motsatt kön. Mangan lägger sitt främsta fokus vid huvudpersonens relationer (både romantiska och vänskapliga) till flickorna på pensionatet, relationer som ofta ger upphov till diverse humoristiska situationer. Serien har åtnjutit stora framgångar, bland annat i USA. Mangan är 14 volymer lång, och har gjorts till en anime.

## Handling
Mangan är en parafras på folksagan Urashima Tarō och handlar om den 19 år gamla studenten Keitarō Urashima, och läsaren får följa hans hårda väg mot att klara inträdesproven till det prestigefulla Tokyos universitet, Tōdai (東大). Anledningen till att han vill komma in på universitetet är att han lovade en flicka i hans barndom att han skulle gå på universitetet tillsammans med henne, när de blivit äldre. Ända sedan han gav detta löfte har han tänkt på denna flicka - en flicka som han inte kommer ihåg utseendet eller namnet på. I början av serien har han redan misslyckats med proven två år i rad, och känner sig allmänt nere. Då får han höra att hans gamla farmor söker honom och ber honom att uppsöka henne vid sitt hotell. Vad Keitarō dock inte vet är att hotellet har byggts om till ett flickpensionat.
Senare får han också veta att det är han som ska bli pensionatets nya hyresvärd, då hans farmor har åkt utomlands och lämnat pensionatet och dess inneboende flickor.
I princip handlar den om Keitarō och hans försök att bli accepterad av flickorna på pensionatet samtidigt som han studerar inför inträdesproven. Ju längre serien går desto mer får han reda på om flickornas bakgrunder, och deras egna skäl att bo på pensionatet. Och om han har tur kanske han både kommer in på Todai och får reda på vem som är flickan han gav sitt löfte till.

## Karaktärer

### Keitaro Urashima
Keitaro är den 19-åriga studenten som har misslyckats att ta sig in på Tokyo Universitet i två år. Han är en så kallad "ronin"(arbetslös student) och ser sig själv som ett misslyckat fall. Han är godhjärtad och vill bara väl. Men han är också ganska klumpig vilket ibland får konsekvenser. Han vill hitta flickan han lovade att komma in på Tokyo Universitet (Todai, en förkortning av "Tokyo Daigaku", som betyder Tokyo Universitet) med och gifta sig med henne. Problemet är att han inte kommer ihåg hur hon såg ut eller hennes namn. Han blir dock kär i en av de inneboende på flickpensionatet, Naru Narusegawa. Hon låtsas inte om det till en början men är smått kär i Keitaro också.

### Hinata Urashima
Kallas även för gumman eller gammelmormor och är den egentliga ägaren till Hinata Flickpensionat. Hon har inte en sån stor roll i serien och är lite mystifierad. Men hon har lovat Keitaro att få ta över flickpensionatet om han kan hitta kärleken från sin barndom.

### Naru Narusegawa
Naru är en 17-årig tjej som redan bodde på pensionatet när Keitaro flyttade in som husvärd. Hon har bäst betyg i sin klass och hon pluggar väldigt mycket för att komma in på Todai. Hon och Keitaro börjar plugga tillsammans för att komma in på Todai tillsammans. Naru visar sig vara en jäkel på och slåss, vilket hon bara gör med Keitaro när han, i sin klumpighet, råkar göra något snuskigt mot henne eller mot någon annan av flickorna på pensionatet. Hon slår till och med honom när det var hon som kom på honom med att byta om. Narus och Keitaros rum är sammanlänkade genom ett hål i taket.

### Shinobu Maehara
En 13-årig tjej som lätt börjar gråta. Hon oroar sig alltid, men har bra självförtroende om hon är glad. Hon är jättebra på att laga mat och tycker väldigt mycket om Keitaro.
Hon är också en väldigt snäll person.

### Motoko Aoyama
En 15-årig tjej som är jättebra på kendo och som inte vill vara stereotypt "tjejig". Hon har kolsvart hår och går i en flickskola där hon är väldigt populär bland yngre elever. Men hon straffar alltid Keitaro då han ska gjort något "ohederligt" mot Naru eller någon annan tjej. Under seriens gång blir hon dock mer och mer "tjejig", även om hon vägrar erkänna det. Hon är också hemligt kär i Keitaro.

### Kaolla Su
En 13-årig tjej som är väldigt konstig och sprallig. Hon älskar mat och så fort hon hör ett okänt ord frågar hon "Är det en maträtt?". Hon kan bygga stora maskiner fast hon är så ung. Hon ska alltid ha en person att klänga på, ofta Motoko. Annars är det Keitaro, som hon tycker väldigt mycket om. Hon är egentligen prinsessa i kungahuset Molmol som ligger ute i stilla havet. Kungariket Molmol ligger granne med landet Parakelese där en del av handlingen ibland utspelar sig.

### Mitsune "Kitsune" Konno
En 19-årig tjej som tycker mycket om öl. Hon kallas Kitsune som betyder räv på japanska. Hon gillar att spionera på Keitaro och Naru för att se om det är något mellan dem. Hon kommer från Kansai och gillar att festa och tar varje chans hon får, även om det bara handlar om någonting helt onödigt.

### Haruka Urashima
Keitaros 27-åriga faster (egentligen hans kusin) som jobbar på pensionatet. Hon har alltid en cigarett i munnen. Hon driver ett te-hus nedanför flickpensionatet. Hon är oftast lugn men under den lugna fasaden döljer hon en väldig fysisk styrka.
Hon brukade resa världen runt med Seta och hans fru. Hon avskyr när Keitaro kallar henne för faster, utan vill att bara säger Haruka.

### Noriyasu Seta
Seta är en professor i arkeologi på Todai men är oftast ute och reser jorden runt på utgrävningar. Han har en mystisk förmåga att krascha varje fordon han kör, särskilt sin lilla vita minibuss. Keitaro har varit nära att bli överkörd flera gånger. Han och bilen överlever varje krasch de gör. Seta brukar alltid ursäkta sig när han kliver ur vraket med repliken "Oj oj oj, längesen jag körde bil." Han har även kraschat ett litet sportflygplan och överlevt.
Han är pappa till Sara som följer med honom överallt men sen tvingas bo kvar på pensionatet. Hon blir god vän med Kaolla. Keitaro jobbar hos honom och lämnar honom med Sara ibland.

### Mutsumi Otohime
Mutsumi är en 20-årig tjej från Okinawa som också försöker ta sig in på Todai, men misslyckas precis som Keitaro. Hon har en tendens att svimma av och dö ibland men för att sen vakna upp och säga: "Oj...dog jag igen?"
Hon träffar Keitaro på en semester då hon svimmar av och Keitaro tar hand om henne. Hon och Keitaro var på samma semester av samma skäl. De kom inte in på Todai. Hon älskar av någon anledning meloner och har alltid med sig ett par stycken. Varifrån och hur hon får dem är ett mysterium. Hon är väldigt svag och känslig.

### Sara MacDougal
Setas dotter som spelar snäll när hon är med någon av tjejerna på pensionatet, men när hon är ensam med Keitaro är hon jätteelak. Hon får bo på pensionatet och umgås mycket med Kaolla.

### Tama
Pensionatets söta sköldpadda som Naru och Keitaro fick av Mutsumi.
Den kan flyga och badar med tjejerna i pensionatets varma källa.

### Kimiaki Shirai
En av Keitaros vänner på Todai, som gillar att reta Keitaro. Han har stora glasögon och är nästan alltid med Keitaros andra vän, Haitani. Han, Haitani och Keitaro brukar kalla sig för "Glasögontrion" och han är smartast av de tre. Han är en kvinnojägare och gillar också äldre kvinnor, som Haruka. Han gillar också spel och är bra på datorer.

### Masayuki Haitani
En av Keitaros vänner på Todai som är med i "Glasögontrion". Han har små glasögon och är nästan alltid med Shirai och är nästan likadan som honom, ett av deras största instressen är tjejer.

## Utgivning
I Sverige gick serien först i tidningen Manga Mania (2003-2007) och sedan från 2006 i fristående samlingsvolymer utgivna av Bonnier Carlsen.